# 美堂かなえ
美堂 かなえ（みどう かなえ、1974年2月12日 - ）は、日本のAV女優。ライフプロモーション所属。

## 略歴・人物
2015年6月にデビューしたスレンダー体型の熟女系AV女優。
趣味はウォーキング、マラソン。特技は料理。

## 出演作品

### アダルトDVD
2015年
| 2015年06月20日 | OBA-196 | 初撮りおばさんドキュメント                                 |
| 2015年07月19日 | OBA-202 | 妻の入院 通い義母                                          |
| 2015年08月22日 | OBA-209 | 寝取られ温泉旅行 ～湯けむりで燃え上がる相姦の湯～          |
| 2015年09月19日 | OBA-216 | 久しぶりに会った叔母さんが、凄テクで僕を勃起させて即挿入！ |
| 2015年11月21日 | OBA-231 | バイトの休憩中、パートのおばさんと2人きり…                 |
| 2015年12月20日 | OBA-237 | 息子の同級生に毎日輪姦されています。                       |

2016年
| 2016年01月23日 | OBA-246   | 夫には言えない… エロサイトを見ていたらPCがフリーズしてしまったなんて。                                                              |
| 2016年02月20日 | OBA-251   | 不登校の僕を迎えに来た担任のかなえ先生                                                                                              |
| 2016年02月18日 | UAAU-59   | 嫌味な上司の素敵なおくさん |
| 2016年02月28日 | RD-746    | ステキな熟女とヌルヌルさんぽ 裸見られるの久しぶりだから恥ずかしい…/ 公園のトイレでパンティを脱いでもらい、大胆にもベンチでオナニー… |
| 2016年03月31日 | FERA-68   | 美堂んちのおばちゃんが勝負下着でこっそり僕を誘惑してきた                                                                            |
| 2016年04月21日 | YRMN-009  | 面白半分で母ちゃんをうPしてみたら反応が良かったので夜這してみた                                                                     |
| 2016年04月21日 | OTKR-006  | ウチの母さんの性教育はどうやら他の家とは違うらしい                                                                                  |
| 2016年04月25日 | RPD-22    | 熟悦ハレンチ 「旦那のいない白昼！主婦狙いレイプの約三分の一は被害者の自宅で起きている！！」 実録投稿3中出しリアルレイプドキュメント |
| 2016年05月12日 | MESU-38   | 本当にあった! ! 完熟生保レディの中出し契約テクニック                                                                                |
| 2016年05月29日 | JGAHO-083 | 息子と幸せに暮らす継母 |
| 2016年05月31日 | OTKR-007  | 叔母さんが酔っていたので介補したら旦那と間違えて僕のチ○ポを咥えてきたwww                                                            |
| 2016年06月03日 | GRGR-009  | 個室にシロートの男女を2人きりにさせて、AV鑑賞をさせたところ即ハメ中出しヤリまくりw                                                  |
| 2016年06月05日 | SORA-104  | 年増セフレ かなえ (仮名) |
| 2016年06月16日 | UGUG-103  | 若い支援者の前で失禁させられ、即ハメ輪姦された議員妻のマル秘宴会動画がこちらですw                                                   |
| 2016年06月16日 | UGUG-104  | 逞しくなった息子の極太棒の味が忘れられず、全裸家政婦姿でチ◎ポ哀願する変態母                                                         |
| 2016年10月13日 | DOJU-060  | 本番NGの熟女デリヘル嬢に媚薬を塗った極太チ●ポを素股させてみました21                                                                 |

2017年
| 2017年02月10日 | RHE-396   | 勇気あるおばさん オトコ大好き グイグイ熟女が未来ある若者を超強引GET 4時間SP2                                        |
| 2017年03月01日 | UD752R    | 何コレ？！こんなの初めてっ！！媚薬がたっぷりしみ込んだ布が、第2の皮膚となって全身を覆う常識破りの快感エステ！！     |
| 2017年06月04日 | DVDMS-128 | おばさんの魅力 検証企画 巨乳おばさん家庭教師が受験生の童貞教え子に突然の胸チラ誘惑をしたらSEXまで発展してしまうのか |
| 2017年09月01日 | AVOP-366  | 【AVOPEN2017】大人になったらセンタービレッジ。熟女人妻 最強全裸コレクション 20人4時間                               |
| 2017年12月08日 | CABE-056  | 完熟の味～最愛の美人嫁～ [VR]                                                                                       |
| 2017年12月22日 | CABE-058  | 完熟の味 ～義理の母と息子～ [VR]                                                                                    |

2018年
| 2018年01月10日 | RHE-512   | 勇気あるナンパ 年の差15歳以上の可愛い熟々おばさんをゲット No23.                                                    |
| 2018年01月19日 | ELEG-033  | WifeLife vol.033・昭和49年生まれの美堂かなえさんが乱れます・撮影時の年齢は43歳・スリーサイズはうえから順に80-58-84 |
| 2018年01月25日 | DANDY-586 | 「射精しても萎えない熱くて硬い少年チ○ポを見たおばさん家庭教師はヤらずには帰れない」 VOL. 3                         |
| 2018年03月10日 | SHE-532   | 熟女が恥らうセンズリ鑑賞16                                                                                         |
| 2018年04月13日 | TEM-073   | 人妻たちの企て！？お互いの夫が浮気をしないか確かめ合うために…。軽く誘惑だけして調査完了のはずが…！？               |

2019年
| 2019年04月13日 | JJBK-020 | 熟女限定 熟女が部屋にやって来た お持ち帰り盗撮 そのままAV発売へ18 巨乳の50代痴女熟女編 |
| 2019年10月16日 | MADM-121 | ヤリマン奥様数珠繋ぎ！あなたよりエロいママ友達を紹介して下さい！                       |
| 2019年10月27日 | LCW-002  | セックスするなら断然、地方の人妻! VOL.2                                                |

2020年
| 2020年01月17日 | MYBA-018 | 人妻の花びらめくり |

2022年
| 2022年12月27日 | MADM-163 | 四十路マダム 人妻の淫らな下半身事情 2 |

裏ビデオ
| 2017年11月25日 | Pacopacomama 112517-178 | ごっくんする人妻たち62 ～お口だけじゃいや～                        |
| 2017年11月30日 | Heyzo 1618              | 他人妻味～完熟美ボディ                                             |
| 2018年01月06日 | Heyzo 1640              | カノジョの母親とヤッちゃいました！～熟れマンにズブズブ突き刺す！～ |
| 2018年01月13日 | Pacopacomama 011318-207 | 人妻なでしこ調教 ～着物が似合う薄幸の中年女性～                    |
| 2018年05月23日 | Pacopacomama 052318-276 | 人妻マンコ図鑑 79                                                  |
| 2020年04月15日 | Heyzo 2239              | 性感マッサージで快感！～美堂かなえの場合                           |

二宮 真紀子
| 2019年09月18日 | Mywife-1551 No.955 | 二宮 真紀子 |
| 2019年12月24日 | Mywife-1551 No.982 | 蒼い再会    |